# Firewhip

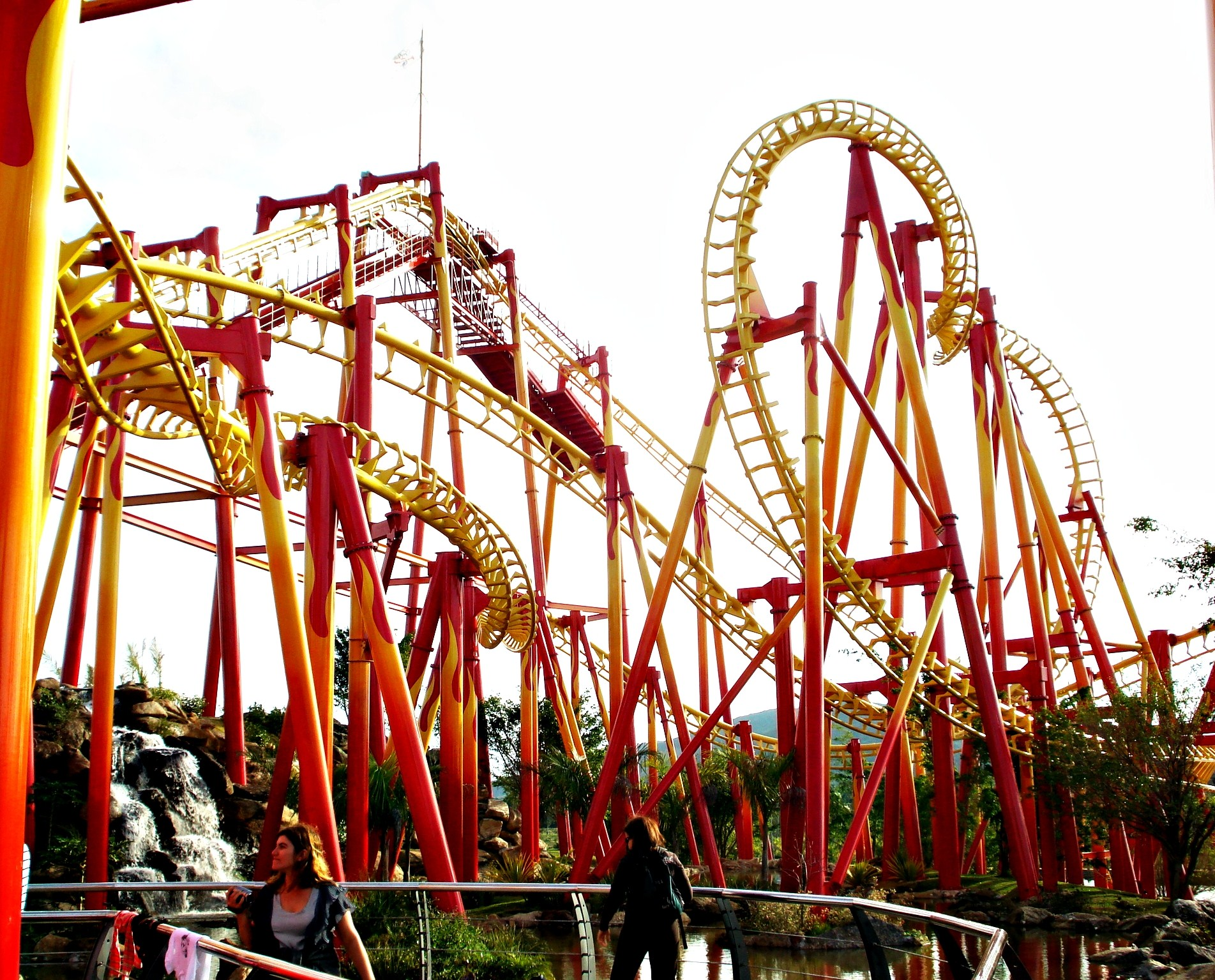
FireWhip - Beto Carrero World

A Fire Whip é uma montanha-russa invertida do parque Beto Carrero World, localizado em Penha, Santa Catarina. É uma SLC Standard, com 689 metros de extensão, 33,3 metros de altura que atinge uma velocidade de aproximadamente 80 km/h. A montanha-russa foi fabricada pela Vekoma e, inicialmente, pertencia ao parque Suzuka Circuit, no Japão. O percurso tem 689 metros de extensão e é composto por 5 inversões. A composição inclui 2 trens com 10 vagões cada, e em cada carro, 2 colunas para 2 passageiros, totalizando 20 passageiros por trem (capacidade de 1.048 pessoas por hora). A altura mínima para entrar na atração é de 1,30 metros. O passeio dura, ao todo, 1 minuto e 36 segundos. É a primeira e maior montanha-russa invertida do Brasil.